# 徳門普寂
徳門普寂（とくもんふじゃく、宝永4年8月15日（1707年9月10日） – 天明元年10月14日（1781年11月29日））または普寂は、江戸時代中期の浄土宗の僧。字は徳門、のち道光。
学僧として華厳・倶舎・唯識を論じた。浄土律僧として戒律復興運動を展開した。当時の西洋天文学や須弥山説批判・大乗非仏説による仏教批判（排仏論）を受け止めつつ、仏教擁護論（護法論）を展開した。近代仏教の先駆者とも評される。
浄土宗の僧だが浄土宗の檀林（十八檀林）で学んだことが無く、法然よりも道宣を仰ぎ、浄土僧ではなく南山律宗の末裔を自称していた。

## 生涯

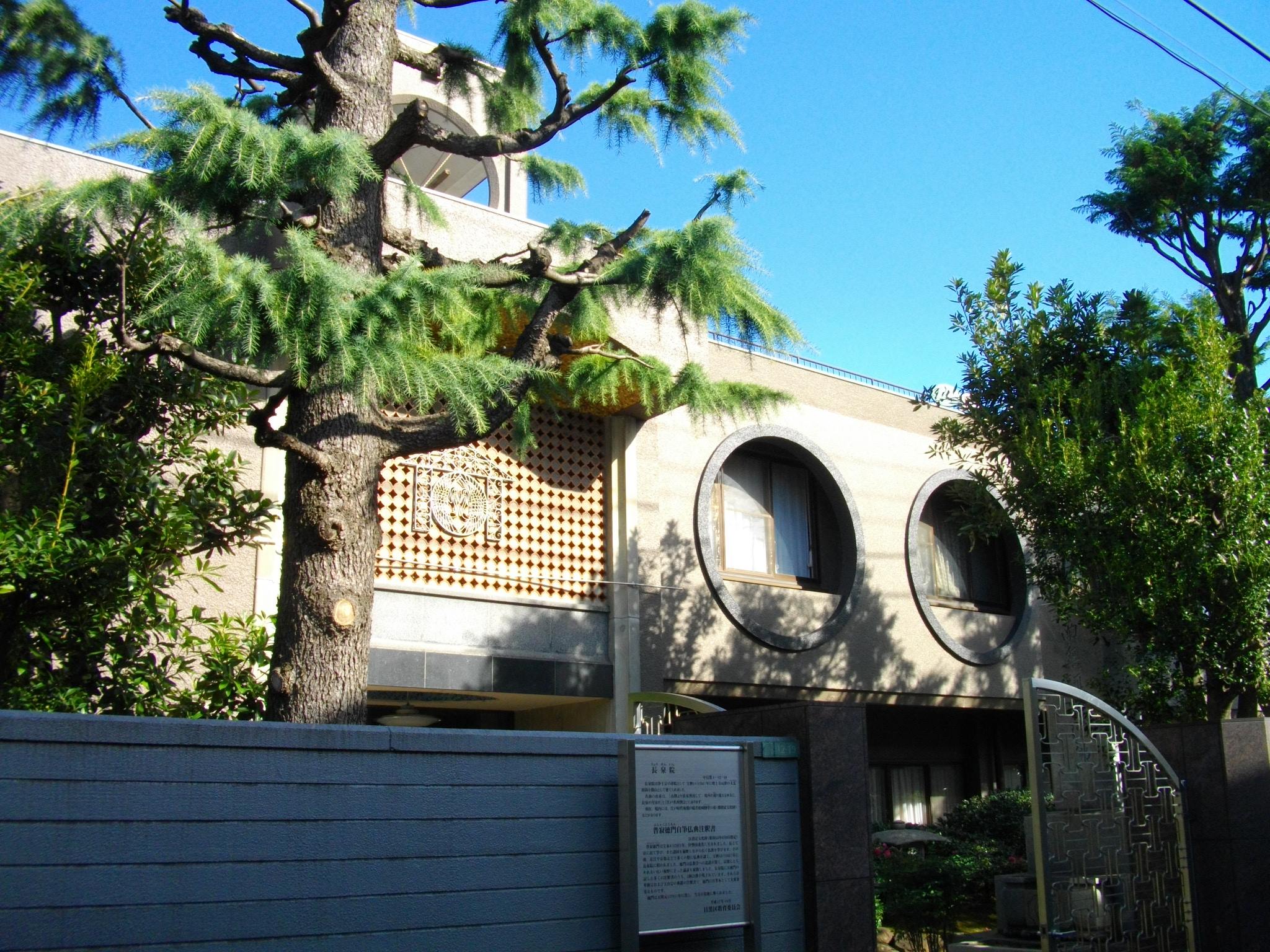
長泉院 (目黒区)

西村玲は普寂の生涯を、修学期（誕生から28歳）、遍歴修行期（28歳から57歳）、講義著作期（57歳から75歳）の三期に分けている。
1707年、伊勢国桑名郡にて浄土真宗源流寺の長男として生まれた。21歳の時、結核と推定される重病を患ったことなどをきっかけに真宗に疑念を抱き、28歳の時、遍歴修行の旅に出た。旅の中で浄土宗捨世派の僧・関通と出会ったのをきっかけに、30歳の時、浄土律僧となった。57歳の時、依頼を受けたのをきっかけに江戸目黒の律院・長泉院の住職となった。以降、十八檀林筆頭の増上寺などで講義した。75歳の時、念仏を称えつつ亡くなった。
教え子に真淳がいる。

## 著書
- 『顕揚正法復古集』 - 主著[13]。仏教概論[13]。大乗非仏説を部分的に認める立場（大乗仏教は龍樹らにより作られたとする立場）をとりつつも、大乗仏教の内容は釈迦の密伝であるとして大乗仏教を擁護した上で、初期仏教の復古を説く[14]。
- 『願生浄土義』
- 『天文弁惑』 - 西洋天文学の宇宙観の精巧さを評価しつつも、仏教の空の観点から批判して、須弥山方便説による護法論を説く[15]。
- 『華厳五教章衍秘鈔』
- 『華厳経探玄記発揮抄』
- 『阿毘達磨倶舎論要解』
- 『成唯識論略疏』
- 『摂大乗論略疏』
- 『天台三大部復真鈔』
- 『勝鬘獅子吼経顕宗章』
- 『菩薩三聚戒弁要』
- 『菩薩戒経義疏弁要』 [1]

## 評価
生前は、時代的要求に応じた護法論により、浄土宗内外の学僧から支持された。一方で、没後は浄土宗団から否定された。
浄土僧でありながら、法然を「善導の僻解者」とみなしていたとされるが、実際は両者を同列視していたとする研究もある。
江戸時代の教学、とりわけ華厳学における碩学として、鳳潭と並び称される。一方で、後世の結城令聞や亀谷聖馨らの伝統的な各宗学の立場からは、異端的な解釈とされた。
近代仏教の創始者の一人・村上専精は、著書『大乗仏説論批判』で、富永仲基の大乗非仏説を高く評価すると同時に、普寂による上記の大乗仏教擁護も高く評価した。また、村上専精は宇宙観についても普寂と近い立場をとっていた。
20世紀の日本思想史学界では、その大乗仏教観や宇宙観から「近代的」「合理的」な思想家として知られていたが、辻善之助に代表される「近世仏教堕落論」のイメージなどにより、専論的な研究は絶無に等しかった。そのような中、21世紀初頭の西村玲によって専論的な研究が進められ、再評価されるようになった。